# Alyssum pseudomouradicum
Alyssum pseudomouradicum là một loài thực vật có hoa trong họ Cải. Loài này được Hausskn. & Bornm. ex Baumg. mô tả khoa học đầu tiên năm 1909.